# Rina Ketty

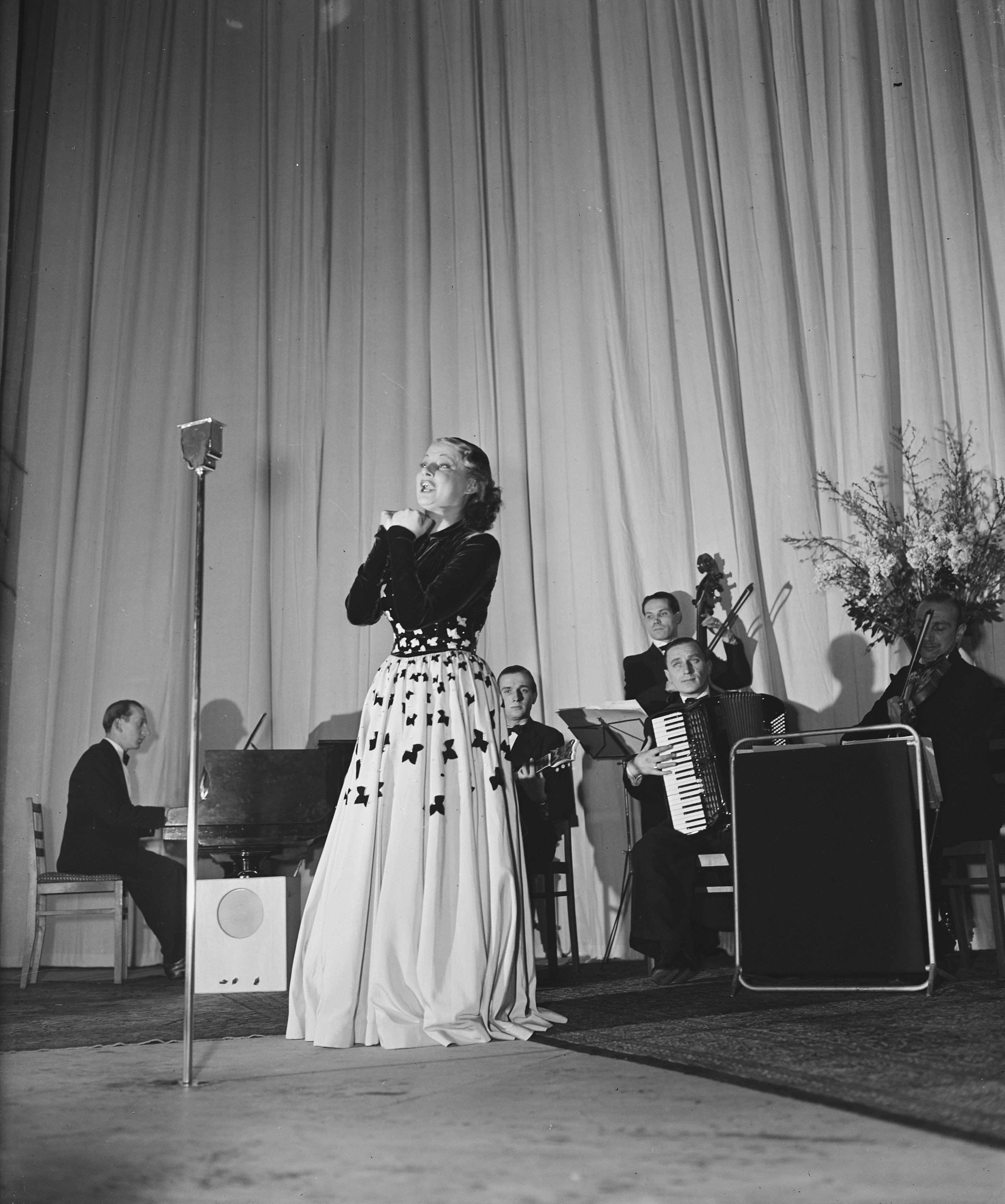
Rina Ketty met Orkest Malando in het City Theater (1946)

Rina Ketty, geboren als Cesarina Picchetto (Sarzana, 1 maart 1911 – Cannes, 23 december 1996), was een Italiaanse zangeres, vooral bekend van het nummer J'attendrai dat in de Tweede Wereldoorlog in Europa een grote hit werd.

## Levensloop
Ketty werd geboren in het Italiaanse Liguria en vertrok begin jaren dertig naar Parijs. Ze werd een liefhebber van de Parijse cabarets en begon in 1934 zelf op te treden in het Lapin Agile in Montmartre. Zij kreeg een platencontract aangeboden en nam haar eerste chansons op in 1936. Die eerste liedjes maakten echter geen indruk. In 1938 werd het nummer Rien que mon coeur echter wel een hit en zij won er de Grand Prix du Disque mee. In datzelfde jaar scoorde zij een nog grotere hit met Sombreros et Mantilles, geschreven door Jean Vaissade, met wie zij zou trouwen.
Begin van 1939 werd het nummer J'attendrai (Ik zal wachten) uitgebracht, een cover van het Italiaanse nummer Tornerai. J'attendrai werd een enorm succes voor Ketty, en is een van de populairste liedjes uit de Tweede Wereldoorlog. Het wordt vaak samen genoemd met de hits Lili Marlene van Lale Andersen en We'll Meet Again van Vera Lynn.
Ketty scheidde van haar man in 1940 en trad in die periode uitsluitend in Zwitserland op. Nadat Frankrijk was bevrijd, verhuisde zij weer naar Parijs. Hoewel ze nog wat hits had, was haar populariteit echter afgenomen. In 1951 verhuisde Ketty naar Cannes.
Het laatste concert van Rina Ketty vond plaats in maart 1996. Ze stierf op 23 december van dat jaar op 85-jarige leeftijd in een ziekenhuis in Cannes.

## Populaire nummers
- Rien que mon coeur (1938)
- Prière à la Madone (1938)
- Sombreros et Mantilles (1938)
- J'attendrai (1939)
- Rendez-moi mon coeur (1939)
- Mon coeur soupire (1939)
- Sérénade Argentine (1948)
- La Samba Tarantelle (1948)
- La Roulotte des gitans (1950)
- Chante Encore Dans La Nuit en Montevideo (1950)

## Trivia
Het nummer J'attendrai wordt verscheidene keren gedraaid in de film Das Boot (1981) op verzoek van de kapitein-luitenant Henrich Lehmann-Willenbrock, een rol gespeeld door Jürgen Prochnow.
- Biblioteca Nacional de España: XX1009986
- Bibliothèque nationale de France: cb13895960c (data)
- Gemeinsame Normdatei: 132612275
- International Standard Name Identifier: 0000 0000 5919 3514
- Library of Congress Control Number: no00061205
- MusicBrainz: ab7b2783-0cc3-45f9-babf-39508677be83
- SNAC: w68p6m8h
- Système universitaire de documentation: 086950762
- Virtual International Authority File: 2656600
- WorldCat: E39PBJqqCG6hjFQPJyycpRrwmd